# 杨晓蕾
杨晓蕾（2000年6月28日—），中国女子射箭运动员，她曾在2024年夏季奥林匹克运动会联同安琦轩和李佳蔓获得女子团体反曲弓银牌。她曾参加2020年夏季奥林匹克运动会，未获得奖牌。